# Enalapryl
Enalapryl (łac. Enalaprilum) – organiczny związek chemiczny, lek należący do grupy inhibitorów konwertazy angiotensyny wykazujący działanie hipotensyjne. Jest stosowany w terapii nadciśnienia tętniczego, a także w innych schorzeniach układu sercowo-naczyniowego.

## Mechanizm działania
Enalapryl jest prolekiem. Pod wpływem esteraz jest metabolizowany w organizmie do aktywnej formy – enalaprylatu. Blokuje powstawanie angiotensyny II (i w efekcie aldosteronu), powodując zmniejszenie oporu obwodowego (zmniejsza obciążenie wstępne i następcze) i zwiększenie pojemności minutowej serca. Poprawia czynność skurczową i rozkurczową komór, hamuje niekorzystną przebudowę strukturalną w obrębie serca (remodeling), zwiększa komfort życia u pacjentów z niewydolnością serca. Zwiększa przepływ nerkowy, hamuje postęp przewlekłej niewydolności nerek. Poprzez zwiększenie syntezy bradykininy i prostacykliny powoduje pośrednie rozszerzenie naczyń.

## Wskazania
Lek stosuje się w terapii nadciśnienia tętniczego (zarówno w monoterapii, jak i w leczeniu skojarzonym), niewydolności serca, choroby niedokrwiennej serca (zwłaszcza u pacjentów z dysfunkcją lewej komory serca), cukrzycowej chorobie nerek.

## Przeciwwskazania
Bezwzględnymi przeciwwskazaniami do stosowania enalaprylu jest obustronne zwężenie tętnic nerkowych (lub pojedynczej tętnicy przy obecności tylko jednej nerki), ciąża, stwierdzona nadwrażliwość na lek.

## Preparaty

### Preparaty proste
- Benalapril (Berlin-Chemie)
- Ednyt (Gedeon Richter)
- Enap (Krka)
- Enarenal (Polpharma)
- Enazil (Pliva Kraków)
- Epril (Hexal AG/Lek Polska)
- Mapryl (Polfa Warszawa)

### Preparaty złożone
- Enap H i Enap HL (Krka) – enalapril + hydrochlorotiazyd